# Eurycea guttolineata
Espèce
Synonymes
- Salamandra guttolineata Holbrook, 1838

Statut de conservation UICN

 LC  : Préoccupation mineure
Eurycea guttolineata est une espèce d'urodèles de la famille des Plethodontidae.

## Répartition
Cette espèce est endémique du Sud-Est des États-Unis. Elle se rencontre en Virginie, au Kentucky, au Tennessee, en Caroline du Nord, en Caroline du Sud, en Géorgie, dans le nord de la Floride, en Alabama, au Mississippi et dans l'est de la Louisiane.

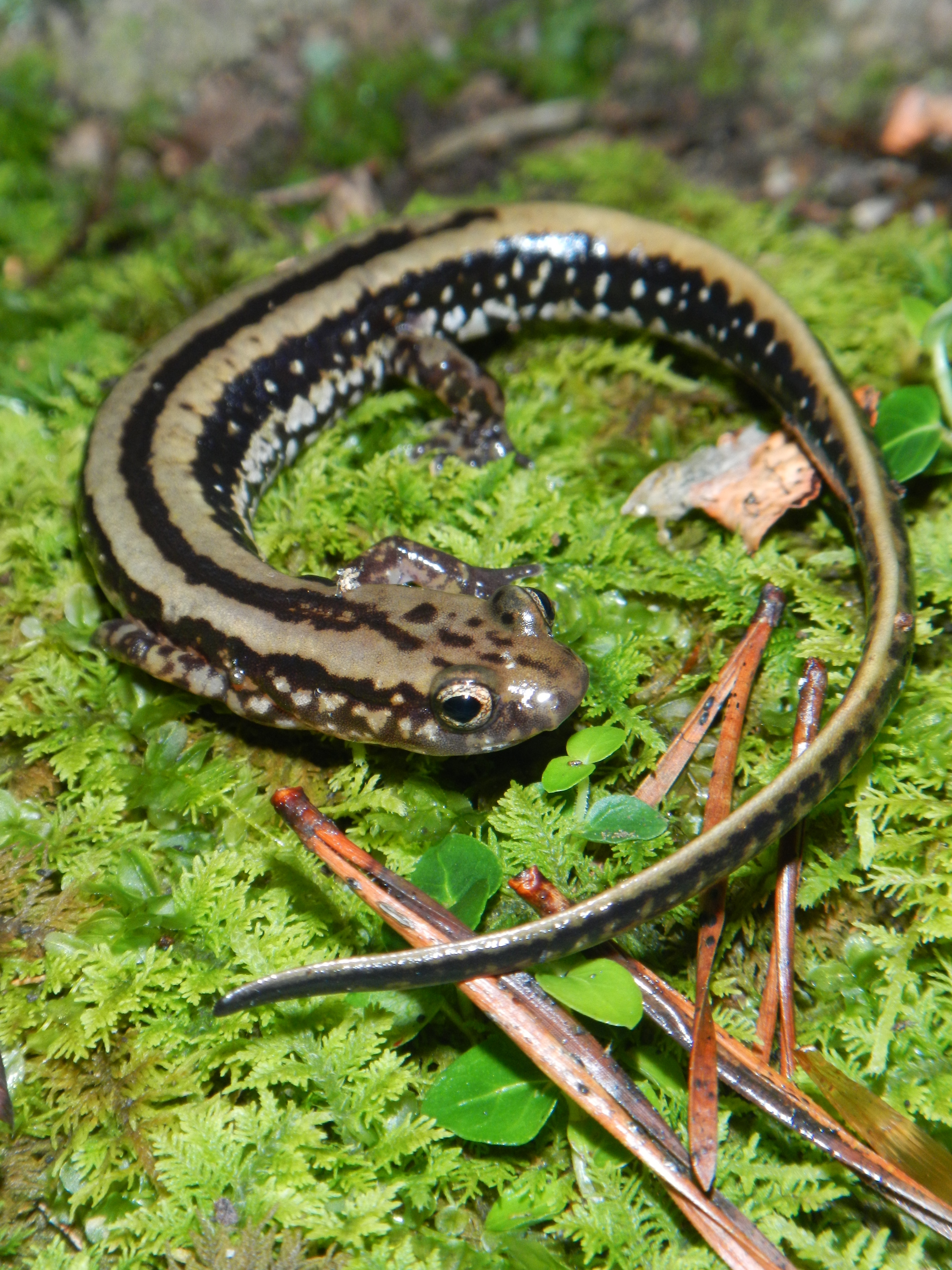
Eurycea guttolineata

## Publication originale
- Holbrook, 1838 : North American Herpetology, or Description of the Reptiles Inhabiting the United States. First Edition. Philadelphia, J. Dobson, vol. 2 (texte intégral).